# Alfred T. Palmer
Pour les articles homonymes, voir Palmer (patronyme).
Alfred T. Palmer (17 mars 1906 - 31 janvier 1993) est un photographe connu pour ses clichés pris durant la Seconde Guerre mondiale alors qu'il travaillait pour le bureau d'information de guerre des États-Unis de 1942 à 1943.

## Œuvre photographique
Originaire de Californie, il voyage dans les années 1920 et est photographe pour des sociétés maritimes puis entre en 1940 comme photographe au Office for Emergency Management (en).
Ses photographies les plus connues mettent en lumière des femmes travaillant en usine qui participent à l'effort de guerre, les représentant en plein travail de rivetage, assemblage,... Cette main d'œuvre nouvelle est d'autant indispensable que la majeure partie des hommes de moins de 45 ans sont enrôlés dans les rangs de l'armée. Comme il existe des réticences dans la société d'alors à l'emploi de femmes ouvrières à des postes dans l'industrie, l'Office of War Information entend mettre en avant la pertinence de cet emploi des femmes par le biais d'affiches et de publicités.
Il s'agit également de donner au grand public américain une image positive de la politique menée par Roosevelt. C'est dans ce cadre que Palmer est dès 1942 envoyé visiter et photographier les usines d'aéronautique du pays, des chantiers de construction et des sites industriels en relation avec la production de guerre. Ces clichés, de qualité et en couleur, de travailleurs américains en plein travail, s'ils contribuent à promouvoir l'effort de guerre américain qui produira alors jusqu'à 324 750 avions, sont aussi un instrument de propagande du gouvernement qui fabrique une image idéalisée et « une représentation démocratique et patriotique du peuple américain ».
Entre 1941 et 1943, l'équipe de Palmer, composée de six photographes, réalise 10 000 photographies.
Il démissionne en 1943 puis travaille pour National Geographic. Par la suite, il réalise des films pour divers organismes, fondations et institutions.

## Galerie

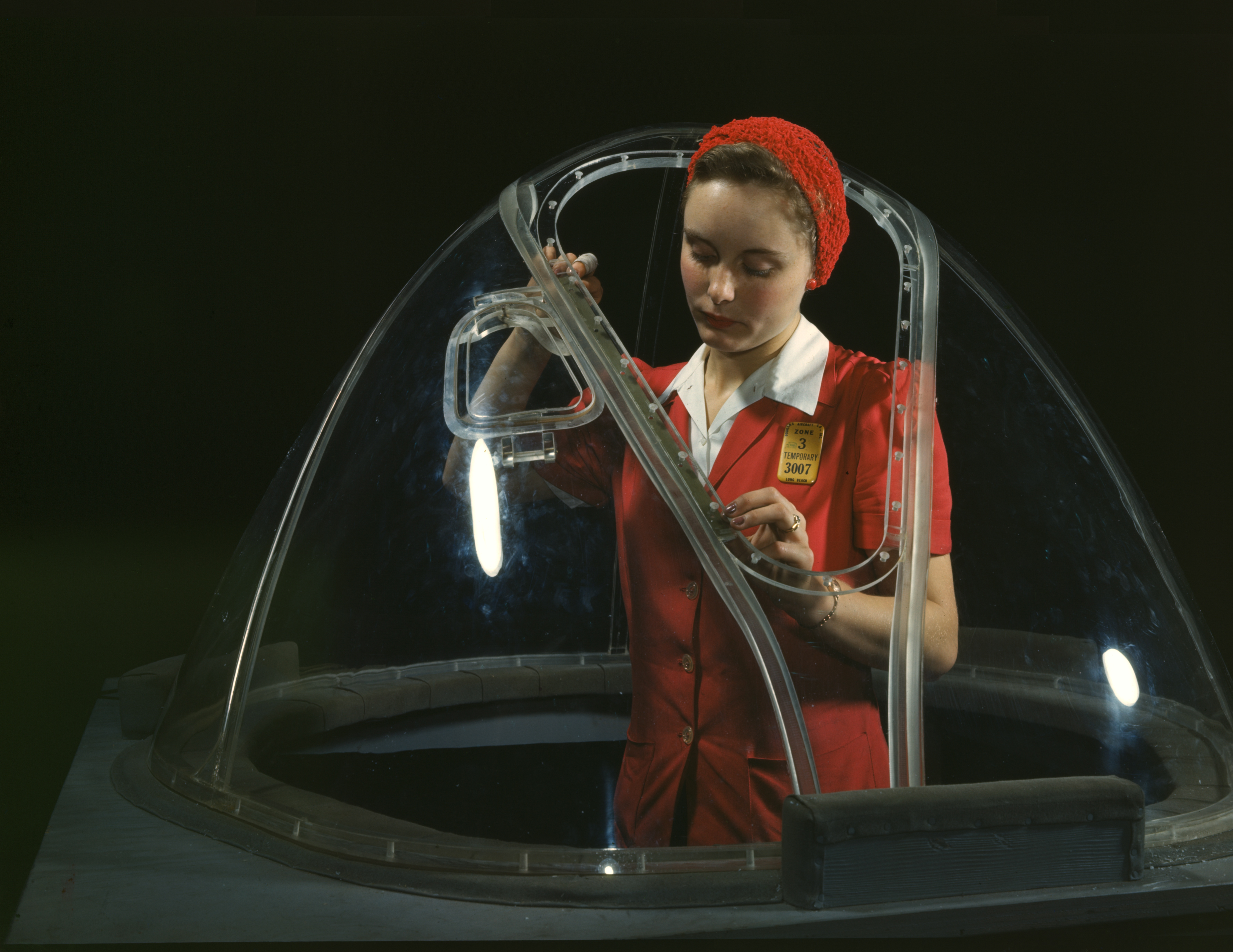
Ouvrière dans l'usine de la Douglas Aircraft Company (octobre 1942), mettant la dernière main au nez d'un bombardier B-17F.
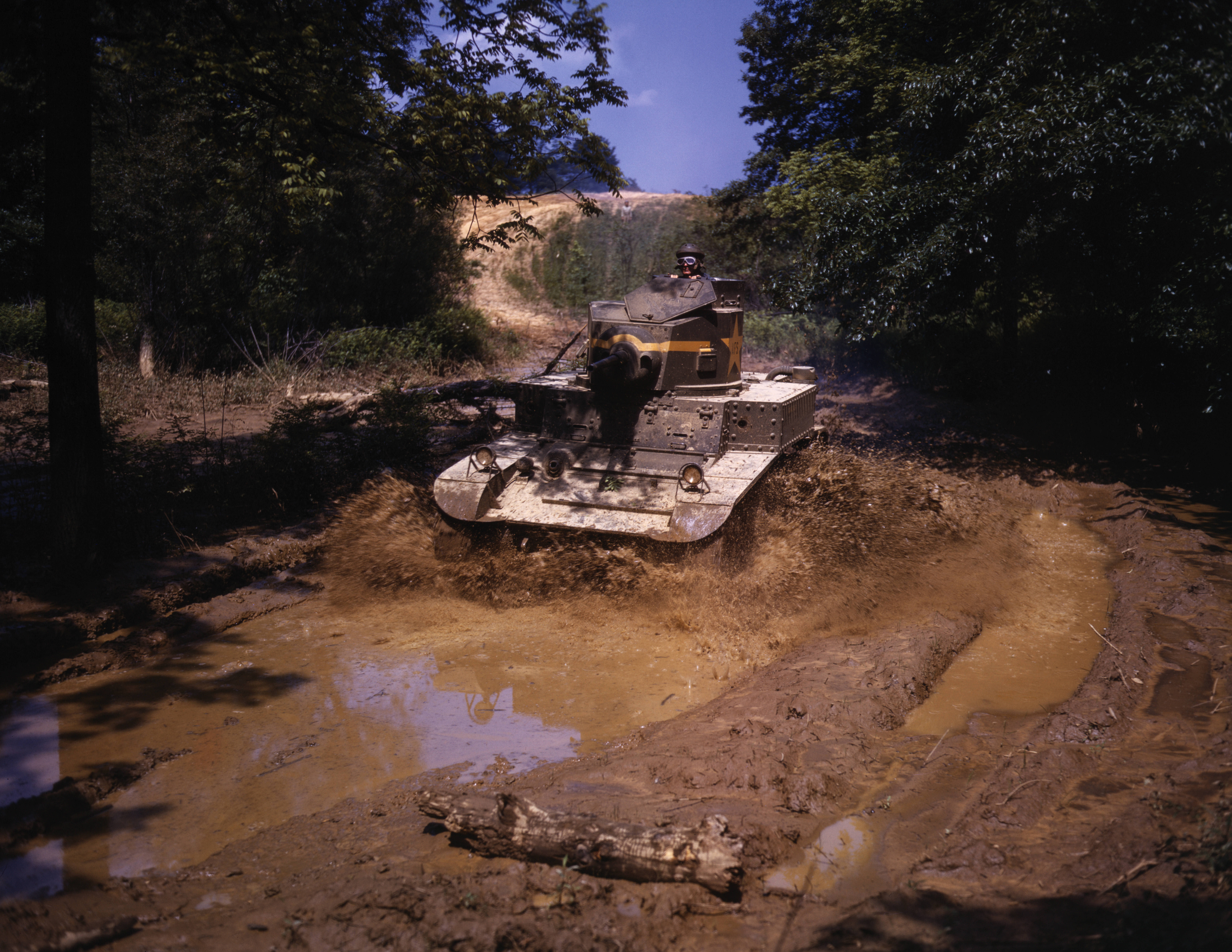
Un char léger M3 Stuart traverse un obstacle d'eau, Fort Knox, juin 1942.
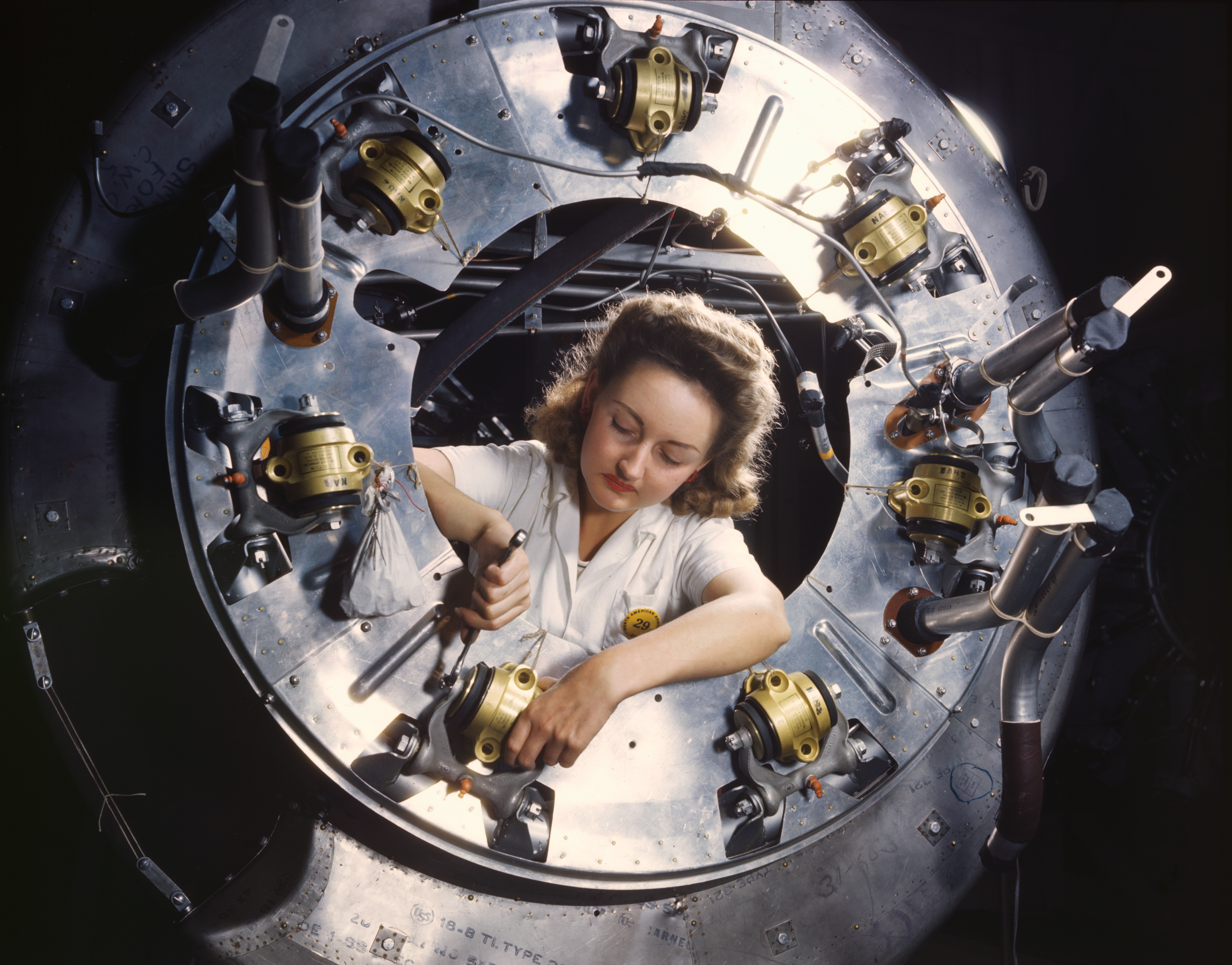
Un capot de moteurs d'un bombardier B-25 est assemblé par une ouvrière, North American [Aviation, Inc.], Inglewood, Californie, octobre 1942.
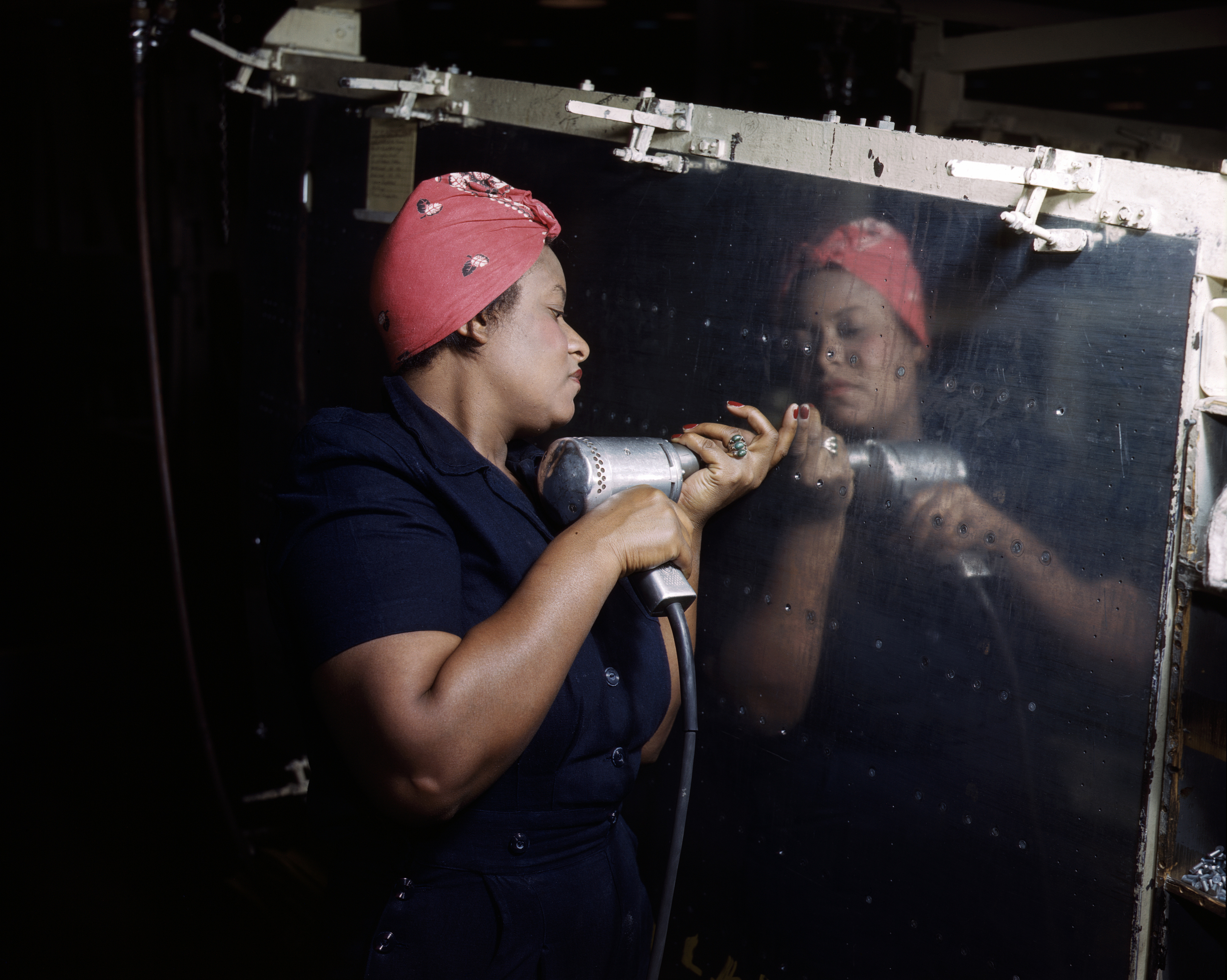
Une des femmes symbolisées par Rosie la riveteuse travaillant sur un Vultee A-31 Vengeance dans une usine de bombardiers (1943).